# Стаффорд
Ста́ффорд (англ. Stafford) — місто в Англії, адміністративний центр Стаффордширу в регіоні Західний Мідлендс.

## Освіта
У місті розташований один з основних кампусів Стаффордширського університету.